# Кёнигштуль
Кёнигштуль (нем. Königstuhl, дословно «Королевский трон») — холм в городе Хайдельберг федеральной земли Баден-Вюртемберг в ФРГ, на берегу реки Неккар, состоит из песчаника и достигает 567.8 м в высоту.
Вместе с холмом Хайлигенберг на другом берегу реки является основной ландшафтной доминантой города. Относится к историческому региону Бергштрассе — стыку холмов Оденвальда и долины верхнего Рейна.
Красный песчаник, добытый в каменоломнях Кёнигштуля — одна из характерных черт местной архитектуры. Во многих близлежащих городах и селениях из такого камня построены различные исторические здания, известнейшее из которых Гейдельбергский замок.
На склонах холма расположены различные достопримечательности (такие как Гейдельбергский замок и Гейдельбергская обсерватория) и научные учреждения (в том числе Институт астрономии Общества Макса Планка с планетарием, Институт ядерной физики Общества Макса Планка, Хайдельбергский институт теоретических исследований и Европейская молекулярно-биологическая лаборатория).
Неподалёку от городской ратуши в старом городе расположена станция современного Гейдельбергского фуникулёра, от которой можно подняться к замку, а затем на вершину холма Кёнигштуль либо на историческом деревянном фуникулёре (1890), либо пешком по «Himmelsleiter» — каменной лестнице из 1200 ступеней (1844).
- Гейдельбергский замок
- Гейдельбергская обсерватория
- Планетарий при обсерватории
- Современная часть фуникулёра
- Историческая часть фуникулёра
- Станция Кёнигштуль фуникулёра